# 荒尾市立万田小学校
荒尾市立万田小学校（あらおしりつまんだしょうがっこう）は熊本県荒尾市にある市立小学校。

## 概要
2011年（平成23年）、荒尾市立荒尾第二小学校と荒尾市立荒尾第三小学校が統合、校舎は旧荒尾市立荒尾第二中学校跡地に移転している。

## 沿革

### 経緯
荒尾市立荒尾第二小学校と荒尾市立荒尾第三小学校を統合するかたちで創立した。

### 年表
統合開校以前
- 1909年（明治42年）5月 - 荒尾市立荒尾第二小学校が荒尾尋常小学校として開校。その後、校名を荒尾北尋常小学校に変更した。
- 1924年（大正13年）9月 - 荒尾市立荒尾第三小学校が荒尾第三尋常小学校として荒尾北尋常小学校から分離独立、開校。

荒尾市立万田小学校
- 2011年（平成23年）4月1日 -荒尾市立万田小学校が開校。